# Caribbean Cup 1991
De Caribbean Cup 1991 was de 3de editie van het internationale voetbaltoernooi voor de leden van de Caraïbische Voetbalunie (CFU). Het toernooi werd van  23 mei tot en met 2 juni 1991 gehouden in Jamaica, de wedstrijden werden gespeeld in de hoofdstad Kingston. Gastland Jamaica won de titel voor de eerste keer door Trinidad en Tobago te verslaan. Voordat het toernooi van start kon gaan konden landen zich kwalificeren door een kwalificatietoernooi. Dit toernooi gold eveneens als kwalificatietoernooi voor de CONCACAF Gold Cup van 1991. De winnaar van dit toernooi en de nummer 2 plaatsen zich voor dat toernooi.

## Kwalificatie

### Deelnemers
| Ronde                      | Landen | Aantal |
| -------------------------- | --- | ------ |
| Starten in de Kwalificatie | Groep 1 - Dominicaanse Republiek - Haïti - Puerto Rico Groep 2 - Martinique - Frans-Guyana - Guadeloupe Groep 3 - Cuba (bye) Groep 4 - Kaaimaneilanden - Saint Kitts en Nevis - Britse Maagdeneilanden Groep 5 - Guyana - Suriname - Nederlandse Antillen Groep 6 - Saint Lucia - Montserrat - Anguilla | 16     |
| Start in Groepsfase        | - Trinidad en Tobago (Gastland) - Jamaica (Titelhouder) | 2      |

### Groep 1
| Team                   | Gsp | GW | G | V | DV | DT | DS | Ptn |
| ---------------------- | --- | -- | - | - | -- | -- | -- | --- |
| Dominicaanse Republiek | 2   | 1  | 1 | 0 | 4  | 2  | +2 | 4   |
| Haïti                  | 2   | 1  | 1 | 0 | 4  | 3  | +1 | 4   |
| Puerto Rico            | 2   | 0  | 0 | 2 | 3  | 6  | –3 | 0   |

|             |             |       |       |                        |
| 10 mei 1991 | Puerto Rico | 2 – 3 | Haïti | San Juan (Puerto Rico) |
| 10 mei 1991 |             |       |       | San Juan (Puerto Rico) |

|             |                        |       |       |                        |
| 12 mei 1991 | Dominicaanse Republiek | 1 – 1 | Haïti | San Juan (Puerto Rico) |
| 12 mei 1991 |                        |       |       | San Juan (Puerto Rico) |

|             |             |       |                        |                        |
| 14 mei 1991 | Puerto Rico | 1 – 3 | Dominicaanse Republiek | San Juan (Puerto Rico) |
| 14 mei 1991 |             |       |                        | San Juan (Puerto Rico) |

### Groep 2
| Team         | Gsp | GW | G | V | DV | DT | DS | Ptn |
| ------------ | --- | -- | - | - | -- | -- | -- | --- |
| Martinique   | 2   | 1  | 0 | 1 | 4  | 3  | +1 | 3   |
| Frans-Guyana | 2   | 1  | 0 | 1 | 2  | 2  | 0  | 3   |
| Guadeloupe   | 2   | 1  | 0 | 1 | 2  | 3  | –1 | 3   |

|             |            |       |              |            |
| 15 mei 1991 | Martinique | 1 – 2 | Frans-Guyana | Martinique |
| 15 mei 1991 |            |       |              | Martinique |

|             |            |       |              |            |
| 17 mei 1991 | Guadeloupe | 1 − 0 | Frans-Guyana | Martinique |
| 17 mei 1991 |            |       |              | Martinique |

|             |            |       |            |            |
| 19 mei 1991 | Martinique | 3 – 1 | Guadeloupe | Martinique |
| 19 mei 1991 |            |       |            | Martinique |

### Groep 3
Cuba kreeg een bye naar de Groepsfase.

### Groep 4
| Team                   | Gsp | GW | G | V | DV | DT | DS | Ptn |
| ---------------------- | --- | -- | - | - | -- | -- | -- | --- |
| Kaaimaneilanden        | 2   | 1  | 1 | 0 | 3  | 2  | +1 | 4   |
| Saint Kitts en Nevis   | 2   | 0  | 2 | 0 | 1  | 1  | 0  | 2   |
| Britse Maagdeneilanden | 2   | 0  | 1 | 1 | 1  | 2  | –1 | 1   |

|             |                 |       |                        |                      |
| 10 mei 1991 | Kaaimaneilanden | 2 – 1 | Britse Maagdeneilanden | Saint Kitts en Nevis |
| 10 mei 1991 |                 |       |                        | Saint Kitts en Nevis |

|             |                      |       |                 |                      |
| 12 mei 1991 | Saint Kitts en Nevis | 1 – 1 | Kaaimaneilanden | Saint Kitts en Nevis |
| 12 mei 1991 |                      |       |                 | Saint Kitts en Nevis |

|             |                      |       |                        |                      |
| 14 mei 1991 | Saint Kitts en Nevis | 0 – 0 | Britse Maagdeneilanden | Saint Kitts en Nevis |
| 14 mei 1991 |                      |       |                        | Saint Kitts en Nevis |

### Groep 5
| Team                 | Gsp | GW | G | V | DV | DT | DS | Ptn |
| -------------------- | --- | -- | - | - | -- | -- | -- | --- |
| Guyana               | 2   | 1  | 1 | 0 | 5  | 1  | +4 | 4   |
| Suriname             | 2   | 1  | 1 | 0 | 2  | 1  | +1 | 4   |
| Nederlandse Antillen | 2   | 0  | 0 | 2 | 0  | 5  | –5 | 0   |

|            |          |       |                      |                     |
| 8 mei 1991 | Suriname | 1 – 0 | Nederlandse Antillen | Georgetown (Guyana) |
| 8 mei 1991 |          |       |                      | Georgetown (Guyana) |

|             |                                              |       |                      |                     |
| 10 mei 1991 | Guyana                                       | 4 – 0 | Nederlandse Antillen | Georgetown (Guyana) |
| 10 mei 1991 | Anthony Stanton Chris Barnwell Lerone Bailey |       |                      | Georgetown (Guyana) |

|             |                 |       |              |                     |
| 12 mei 1991 | Guyana          | 1 – 1 | Suriname     | Georgetown (Guyana) |
| 12 mei 1991 | Anthony Stanton |       | Eric Godliep | Georgetown (Guyana) |

### Groep 6
| Team        | Gsp | GW | G | V | DV | DT | DS | Ptn |
| ----------- | --- | -- | - | - | -- | -- | -- | --- |
| Saint Lucia | 2   | 2  | 0 | 0 | 9  | 0  | +9 | 6   |
| Montserrat  | 2   | 0  | 1 | 1 | 1  | 4  | –3 | 1   |
| Anguilla    | 2   | 0  | 1 | 1 | 1  | 7  | –6 | 1   |

|             |             |       |            |                        |
| 10 mei 1991 | Saint Lucia | 3 – 0 | Montserrat | Castries (Saint Lucia) |
| 10 mei 1991 |             |       |            | Castries (Saint Lucia) |

|             |            |       |          |                        |
| 14 mei 1991 | Montserrat | 1 – 1 | Anguilla | Castries (Saint Lucia) |
| 14 mei 1991 |            |       |          | Castries (Saint Lucia) |

|             |             |       |          |                        |
| 16 mei 1991 | Saint Lucia | 6 – 0 | Anguilla | Castries (Saint Lucia) |
| 16 mei 1991 |             |       |          | Castries (Saint Lucia) |

## Gekwalificeerde landen
| Ploeg                  | Kwalificatie  | Aantal deelnames | Beste prestatie |
| ---------------------- | ------------- | ---------------- | --------------- |
| Jamaica                | Gastland      | 2                | Troostfinale    |
| Trinidad en Tobago     | Kampioen 1989 | 3                | Winnaar         |
| Dominicaanse Republiek | nr. 1 Groep 1 | 1                |                 |
| Martinique             | nr. 1 Groep 2 | 2                | Finale          |
| Cuba (Teruggetrokken)  | Groep 3       |                  |                 |
| Kaaimaneilanden        | nr. 1 Groep 4 | 1                |                 |
| Guyana                 | nr. 1 Groep 5 | 1                |                 |
| Saint Lucia            | nr. 1 Groep 6 | 1                |                 |

## Groepsfase

### Groep A
Cuba zou oorspronkelijk ook in deze poule zitten, zij trokken zich echter terug voor dit toernooi.  
| Team            | Gsp | GW | G | V | DV | DT | DS | Ptn |
| --------------- | --- | -- | - | - | -- | -- | -- | --- |
| Jamaica         | 2   | 2  | 0 | 0 | 9  | 2  | +7 | 6   |
| Guyana          | 2   | 1  | 0 | 1 | 2  | 7  | –5 | 3   |
| Kaaimaneilanden | 2   | 0  | 0 | 2 | 3  | 5  | –2 | 0   |

|             |                                                                                       |       |        |                   |
| 24 mei 1991 | Jamaica                                                                               | 6 – 0 | Guyana | Kingston, Jamaica |
| 24 mei 1991 | Wayne Palmer 4' Paul Davis 14' 48' Roderick Reid 63' Barry Gaynor 74' Walter Boyd 86' |       |        | Kingston, Jamaica |

|             |                                     |       |                                    |                   |
| 26 mei 1991 | Jamaica                             | 3 – 2 | Kaaimaneilanden                    | Kingston, Jamaica |
| 26 mei 1991 | Paul Davis 2' 47' Montique Long 89' |       | Lee Ramoon 38' Paul Parchement 80' | Kingston, Jamaica |

|             |                       |       |                   |                   |
| 28 mei 1991 | Guyana                | 2 – 1 | Kaaimaneilanden   | Kingston, Jamaica |
| 28 mei 1991 | Nigel Massiah 29' 89' |       | Noel Williams 30' | Kingston, Jamaica |

### Groep B
| Team                   | Gsp | GW | G | V | DV | DT | DS  | Ptn |
| ---------------------- | --- | -- | - | - | -- | -- | --- | --- |
| Trinidad en Tobago     | 3   | 2  | 0 | 1 | 9  | 2  | +7  | 6   |
| Saint Lucia            | 3   | 1  | 2 | 0 | 2  | 1  | +1  | 5   |
| Martinique             | 3   | 1  | 1 | 1 | 4  | 2  | +2  | 4   |
| Dominicaanse Republiek | 3   | 0  | 1 | 2 | 1  | 11 | –10 | 1   |

|             |                                                                    |       |                        |                   |
| 23 mei 1991 | Trinidad en Tobago                                                 | 7 – 0 | Dominicaanse Republiek | Kingston, Jamaica |
| 23 mei 1991 | Russell Latapy Leonson Lewis Dexter Skeene Paul Allen Anton Thomas |       |                        | Kingston, Jamaica |

|             |             |       |            |                   |
| 23 mei 1991 | Saint Lucia | 0 – 0 | Martinique | Kingston, Jamaica |
| 23 mei 1991 |             |       |            | Kingston, Jamaica |

|             |                    |       |            |                   |
| 25 mei 1991 | Trinidad en Tobago | 1 – 0 | Martinique | Kingston, Jamaica |
| 25 mei 1991 | Russell Latapy     |       |            | Kingston, Jamaica |

|             |             |       |                        |                   |
| 25 mei 1991 | Saint Lucia | 0 – 0 | Dominicaanse Republiek | Kingston, Jamaica |
| 25 mei 1991 |             |       |                        | Kingston, Jamaica |

|             |                    |       |                               |                   |
| 27 mei 1991 | Trinidad en Tobago | 1 – 2 | Saint Lucia                   | Kingston, Jamaica |
| 27 mei 1991 | Dexter Skeene      |       | Trevor Cadette Michael Edmund | Kingston, Jamaica |

|             |                                                                   |       |                        |                   |
| 27 mei 1991 | Martinique                                                        | 4 – 1 | Dominicaanse Republiek | Kingston. Jamaica |
| 27 mei 1991 | Jean-Hubert Sophie 20' Georges Gertrude 36' 49' Patrick Cadal 69' |       | Eduardo Cruz 50'       | Kingston. Jamaica |

## Knock-outfase
|  | halve finale       | halve finale      |   |                   | finale             | finale |
|  |                    |                   |   |                   |                    |        |
|  | 30 mei – Kingston  |                   |   |                   |                    |        |
|  | Trinidad en Tobago | 3                 |   |                   |                    |        |
|  | Guyana             | 1                 |   |                   |                    |        |
|  |                    |                   |   |                   |                    |        |
|  |                    |                   |   |                   | 2 juni – Kingston  |        |
|  |                    |                   |   |                   | Trinidad en Tobago | 0      |
|  |                    | Jamaica           | 2 |                   |                    |        |
|  |                    |                   |   |                   |                    |        |
|  |                    |                   |   |                   | derde plaats       |        |
|  | 30 mei – Kingston  | 30 mei – Kingston |   | 2 juni – Kingston | 2 juni – Kingston  |        |
|  | Jamaica            | 2                 |   | Saint Lucia       | 4                  |        |
|  | Saint Lucia        | 0                 |   |                   | Guyana             | 1      |

### Halve finale
|             |                                                        |       |              |                                        |
| 30 mei 1991 | Trinidad en Tobago                                     | 3 – 1 | Guyana       | Kingston, Jamaica Toeschouwers: 10.000 |
| 30 mei 1991 | Philbert Jones 2' Russell Latapy 4' Russell Latapy 82' |       | Lyndon Laing | Kingston, Jamaica Toeschouwers: 10.000 |

|             |                                  |       |             |                   |
| 30 mei 1991 | Jamaica                          | 2 – 0 | Saint Lucia | Kingston, Jamaica |
| 30 mei 1991 | Paul Davis 18' Roderick Reid 88' |       |             | Kingston, Jamaica |

### Troostfinale
|             |                                                            |       |                 |                                        |
| 2 juni 1991 | Saint Lucia                                                | 4 – 1 | Guyana          | Kingston, Jamaica Toeschouwers: 27.000 |
| 2 juni 1991 | Phillip Gilbert Martin Alexander Victorine Weeks Earl Jean |       | Anthony Stanton | Kingston, Jamaica Toeschouwers: 27.000 |

### Finale
|             |                    |                                  |         |                                        |
| 2 juni 1991 | Trinidad en Tobago | 0 – 2                            | Jamaica | Kingston, Jamaica Toeschouwers: 27.000 |
| 2 juni 1991 |                    | Paul Davis 6' Winston Anglin 49' |         | Kingston, Jamaica Toeschouwers: 27.000 |

| Kampioen Caribbean Cup 1991 |
| --------------------------- |
|                             |
| JAMAICA 1e titel            |

 Trinidad en Tobago en  Jamaica plaatsen zich voor de CONCACAF Gold Cup van 1991.